# Resident Evil 5
Resident Evil 5, conosciuto in Giappone come Biohazard 5 (バイオハザード5?, Baiohazādo 5), è un videogioco survival horror, settimo capitolo della serie principale di Resident Evil. Sviluppato e pubblicato da Capcom, è stato annunciato ufficialmente il 20 luglio 2005 ed è stato pubblicato il 5 marzo 2009 in Giappone e il 13 marzo 2009 in America e Europa per PlayStation 3 e Xbox 360. Una versione per Microsoft Windows è uscita il 18 settembre 2009. È il capitolo della saga Resident Evil più venduto di sempre, con oltre 12 milioni di copie dal 2009.

## Trama
I parassiti Las Plagas, ritenuti scomparsi dopo i fatti di Resident Evil 4, sono stati recuperati e modificati in gran segreto da parte della Tricell, una potente e famosa compagnia farmaceutica multinazionale. Nel 2009, Chris Redfield si è unito alla compagnia anti-bioterrorismo B.S.A.A. e viene mandato a Kijuju nell'Africa subsahariana ad indagare su una presunta minaccia biologica collegata a Ricardo Irving, trafficante d'armi. Lì fa la conoscenza con Sheva Alomar, membro del ramo africano della B.S.A.A e sua partner durante la missione. I due scoprono presto gli orrori del luogo: i nativi di Kijuju sono stati infettati da un misterioso parassita, che li ha mantenuti coscienti ma condannandoli a rimanere in uno stato permanente di furia omicida.
Irving stava lavorando su commissione per Excella Gionne, scienziata proprietaria della Tricell a sua volta legata ad Albert Wesker, ex capitano della S.T.A.R.S. ritenuto morto. Inoltre i tre terroristi vengono aiutati da una misteriosa donna incappucciata, che in seguito si scoprirà essere la stessa Jill Valentine, assoggettata a Wesker tramite un congegno meccanico applicato sul petto. Jill viene ritrovata e liberata dal condizionamento e rivela importanti informazioni sulla vitalità di Wesker. Excella, infine, viene tradita dallo stesso Wesker dopo essersi finto un suo agente.
Una volta raggiunto, Wesker rivela a Chris e Sheva il suo piano: rilasciare nell'atmosfera terrestre il virus Uroboros (dal termine Uroboro) contagiando e al contempo causando la morte di miliardi di innocenti. Chris e Sheva affrontano Wesker, riuscendo a fare schiantare l'aereo che avrebbe lanciato il virus Uroboros. In un ultimo atto di follia, Wesker decide di assimilare il virus Uroboros, diventando più potente e mostruoso, ma Chris e Sheva riescono ugualmente a sconfiggerlo, anche grazie al tempestivo intervento di Jill e del membro della B.S.A.A., Josh.
Sconfitta la terribile minaccia, Chris e i suoi partner si portano in salvo.

## Modalità di gioco
Resident Evil 5 presenta un gameplay simile a quello di Resident Evil 4. Il giocatore prende il controllo di Chris Redfield o Sheva Alomar, con una prospettiva in terza persona. Il gioco offre quattro diverse combinazioni di comandi nelle opzioni, una delle quali ricalca il gioco precedente. L'ambiente gioca un ruolo cruciale anche in questo episodio: negli scenari sono disseminati barili esplosivi o generatori elettrici che possono essere sfruttati per eliminare le orde di nemici. Il gioco introduce dei nemici nuovi, chiamati Majini, simili ai Ganados di Resident Evil 4, così come nuove, mortali creature. Caratteristica principale del gioco è in ogni caso l'elemento multiplayer in cooperativa. Per la prima volta nella serie di Resident Evil, nello svolgimento dell'avventura il protagonista non è più solo, ma è accompagnato da un partner. La spalla, controllata dalla CPU (o anche da un amico tramite LAN o Internet) interagisce a pieno con mondo circostante: collabora nell'abbattere i nemici o nell'applicare tattiche di sopravvivenza congiunte. Nelle versioni console, lo schermo viene suddiviso. Ad aumentare la longevità e la rigiocabilità, vi sono diversi elementi collezionabili, fra cui gli stemmi della B.S.A.A., nascosti attraverso gli scenari del gioco, modelli di alcuni personaggi del gioco e costumi alternativi.
Una volta terminata l'avventura principale, si sblocca I Mercenari, minigioco a tempo ed a punti con la finalità di resistere ad orde di nemici impersonando Chris, Sheva, Jill o Wesker, in cui è valevole il bonus delle combo (punteggi maggiorati per uccisioni consecutive in brevissimo tempo). Anche questo minigioco possiede una modalità cooperativa, che può essere giocata in due sia online che sulla stessa console. Il 7 aprile 2009, Capcom ha reso disponibile per il download la modalità Versus, giocabile online da quattro persone contemporaneamente, che include diverse modalità secondarie. Nella modalità in cooperativa Assassini una coppie di giocatori compete con un'altra per il punteggio, mentre nella modalità singola Sopravvissuti è consentito eliminare gli altri giocatori on-line, ottenendo più punti.

## Creature
- Majini: il nemico più comune. Uomini e donne resi folli dal parassita "Plagas". Di questo nemico se ne incontrano tre varianti:
  - nelle città usano armi improvvisate e bombe artigianali;
  - i selvaggi delle paludi usano armi di legno ed archi con frecce esplosive;
  - i majini-soldato sono armati di mitragliatrici e lanciarazzi, manganelli elettrici, bombe a mano e indossano giubbotti antiproiettili.
- Gran Majini: appare con i majini di città e si distingue per la carnagione scura, le maggiori dimensioni e il torso nudo, è più resistente e dannoso.
- Majini con motosega: a volto coperto ed armato di motosega, è pericolosissimo e può uccidere all'istante. Se feriti mortalmente, alcuni di loro si rialzano combattendo con maggiore ferocia.
- Majini boia: imponente e minaccioso mostro antropomorfo armato di una grossa scure.
- Majini gigante: alti majini corazzati armati di un grosso scettro chiodato, attaccano insieme ai selvaggi di palude.
- Majini gatling: grosso majini armato di un'enorme mitragliatrice, accompagna i majini-soldato ed e molto resistente, un grosso problema se non si dispone delle giuste armi.
- Cephalo: plaga tentacolare, si sostituisce alla testa di un majini ferito mortalmente. La sua pericolosità sta nella rapidità d'attacco che ne rende difficile sfuggirgli.
- Kipepeo: plaga volante, esce fuori dal corpo di un majini ferito mortalmente.
- Duvalia: orribile blob antropomorfo, esce fuori dal corpo di un majini ferito mortalmente. Ingoia le vittime tutte intere, uccidendole all'istante.
- Bui kickwa: simili a grossi ragni, possono inibire la corsa e l'attacco per diversi secondi.
- Licker β: nemico storico della saga, è una delle creature più pericolose del gioco. Un orrendo quadrupede scuoiato, quasi totalmente cieco ma sensibile ai rumori che avverte la presenza del giocatore mentre cammina nelle sue immediate vicinanze o mentre corre. Agile, dannoso e resistente, è estremamente feroce e può colpire in più modi, una seria minaccia quando attacca in gruppo.
- Adjule: cani apparentemente normali, agili e difficili da colpire.
- Reaper: coleottero antropomorfo altissimo, può uccidere il giocatore all'istante. Secerne un feromone che disturba la vista, oscurando i suoi punti deboli.
- Popokarimu: mostri enormi dalle fattezze di un pipistrello, volano ed hanno una spessa corazza che protegge il loro punto debole.
- Uroboros: mostro tentacolare che secerne una sostanza viscosa. Fastidioso e resistente, il suo punto debole è il fuoco che mette a nudo i suoi punti deboli.
- Ndesu: tra le plaga più grandi è quello con l'aspetto più "umano". Se ne incontra uno nel gioco, ma nonostante i vistosi punti deboli, può essere affrontato solo con armi pesanti.
- U-8': mostro dall'aspetto di un gigantesco crostaceo, dotato di una spessa corazza che lascia esposte alcune parti. Se viene indebolito si accascia temporaneamente dando la possibilità di lanciare una granata nella sua bocca.
- Jill Valentine: è soggiogata a Wesker tramite in congegno che può essere anche telecomandato a distanza. Ucciderla equivale ad un game over. Agile e veloce, usa due mitra Skorpion ed attacca fisicamente, inoltre salvandola in un certo modo si ottiene un premio altrimenti irraggiungibile.
- Albert Wesker: unico infetto ad aver mantenuto aspetto fisico, razionalità e coscienza intatte, è il boss finale del gioco. Incredibilmente veloce ed agile, può schivare proiettili ed attaccare allo stesso tempo, i suoi calci e pugni sono estremamente dannosi, diviene vulnerabile solo se si reagisce in tempo ai suoi attacchi corpo-a-corpo. Invincibile ed irriducibile, alla fine del gioco diviene un blob di escrescenze, dopo l'assuefazione col virus Uroboros.

## Riferimenti ai giochi precedenti
Resident Evil 5 essendo di fatto il sequel di Resident Evil 4 continua a parlare dei parassiti noti come Las Plagas, gli stessi che avevano infettato il villaggio di El Pueblo dove Leon Scott Kennedy si era dovuto recare per salvare la figlia del presidente tenuta in ostaggio da persone affette da Plagas, note come ganados. Il campione di Plagas cui è venuta in possesso la Tricell è stato recuperato da Wesker dal cadavere di Jack Krauser durante gli eventi di Resident Evil 4. Chris, infatti fa riferimento alle vicende di Resident Evil 4 dicendo che la popolazione della città Kijuju, sta impazzendo "Come quei ganado descritti nel rapporto Kennedy", facendo riferimento proprio a Leon S. Kennedy e alla sua missione in Spagna dove affrontò anch'egli persone affette da Plagas. Le Plagas hanno subito mutazioni genetiche in Resident Evil 5, da parte della Tricell, che le hanno potenziate ulteriormente, facendo cambiare l'aspetto dei parassiti rispetto agli stadi originali che assumevano in Resident Evil 4.

## Sviluppo
Jun Takeuchi (direttore di Onimusha e produttore di Lost Planet: Extreme Condition), ha rilevato compiti di produttore da Hiroyuki Kobayashi. Keiji Inafune, promoter di Resident Evil 2 e produttore esecutivo di Resident Evil 4, ha supervisionato il progetto. Nel febbraio 2007, i membri del Clover Studio di Capcom sono stati chiamati per aiutare nello sviluppo del gioco. Di questi sviluppatori, alcuni hanno aiutato Takeuchi su Resident Evil 5, mentre altri hanno aiutato Inafune nello sviluppo di Resident Evil: The Umbrella Chronicles, esclusiva temporale per Wii uscito pure su PlayStation 3 rimasterizzato in HD insieme a Resident Evil: The Darkside Chronicles. Altri membri dello staff che hanno collaborato allo sviluppo di Resident Evil sono coinvolti nel progetto. Il produttore Minoru Nakai ha dichiarato che il gioco non arriverà mai su Wii, però non ha escluso che un futuro titolo possa essere sviluppato anche per la console Nintendo.
Christian Svensson di Capcom ha dichiarato che oltre la modalità "Versus" ci saranno altre nuove espansioni per il gioco.

## Marketing
Anche se il gioco ha ottenuto un grande interesse tra gli appassionati di Resident Evil, all'E3 2006 non c'è stato nessun video e nessuna informazione riguardante il gioco. All'E3 2007, Capcom ha mostrato un breve trailer di Resident Evil 5. La versione completa (circa 3 minuti) del trailer mostrato in occasione dell'E3 2007 è stato pubblicato il 26 luglio 2007 su Xbox 360 Marketplace e PlayStation Network.
Alla fine di marzo 2008, è stato pubblicato con Famitsu Wave di aprile un DVD che sono state svelate le prime caratteristiche del gioco. Il 10 aprile 2008, il DVD è stato pubblicato sul blog ufficiale della Capcom con la traduzione in inglese. Takeuchi ha dato nuove informazioni sul gioco e ha mostrato nuovi video sul gameplay del gioco. Un trailer è stato mostrato al Captivate'08 il 31 maggio 2008 e ha debuttato su GameTrailers TV, GameTrailers e Spike TV.
Una demo del gioco è stata pubblicata in Giappone solo su Xbox 360 il 5 dicembre, mentre in Nord America ed Europa il 26 gennaio per una settimana in esclusiva sempre su Xbox 360. Il 2 febbraio è stata distribuita per la PlayStation 3..
La campagna promozionale fu in crescendo, partendo da informazioni fantasma fino al martellare la rete di battage pubblicitario, complice anche 5 video promozionali realizzati con attori in carne e ossa, dove si scambiavano immagini cinematografiche live action con frame virtuali, i 5 minifilm furono realizzati da Marcus Nispel, regista del remake di non aprite quella porta; Capcom non è nuova a tali mosse, il primo videogioco propose al pubblico una vera e propria rivoluzione non solo sul piano del gameplay e meccanica ma anche per filmati introduttivi, realizzato con attori in carne e ossa, affilando così sempre di più i legami con il mondo del cinema; per promuovere Resident Evil 2 George Romero realizzò due spot che divennero presto dei cult tra gli appassionati.

## Alternative/Gold Edition
Durante la conferenza stampa di Sony al Tokyo Game Show 2009, Capcom ha annunciato Biohazard 5: Alternative Edition per PlayStation 3 e Xbox 360, pubblicato in Giappone nella primavera 2010. Questa nuova edizione fa uso del PlayStation Move e vanta un contenuto extra che riguarda una nuova avventura intitolato Incubo senza uscita (Lost in Nightmares), con Jill e Chris assieme infiltrarti nel castello di Ozwell Spencer nel 2006 per scoprire gli inquietanti misteri che vi si celano all'interno. Un breve trailer è stato presentato in occasione Tokyo Game Show. Tutto il capitolo extra si svolge nella residenza Spencer già vista nel flashback di Chris in Resident Evil 5. Capcom USA ha annunciato la pubblicazione dei contenuti sotto forma di DLC in Australia, Europa e Nord America attraverso PlayStation Network e Xbox Live.
Un'altra edizione al di fuori del Giappone, intitolata Resident Evil 5: Gold Edition uscirà in versione disco, che conterrà il gioco originale insieme agli episodi Incubo senza uscita e Una fuga disperata. Quest'ultimo è ambientato in contemporanea a Resident Evil 5 e vede protagonisti Jill Valentine e Josh Stone, che cercheranno di aiutare Chris e Sheva, oltre a nuovi 4 costumi (due per Chris e due per Sheva). Nella Gold Edition è contenuta la modalità VERSUS, dove lo scopo è quello di eliminare più nemici e avversari possibili entro il limite di tempo.

## Critica

### Controversie
Il trailer di Resident Evil 5 dell'E3 2007 ha subito varie accuse di razzismo. In una recente intervista rilasciata al Multiplayer Blog di MTV.com, il giornalista N'Gai Croal si è aggiunto al coro degli accusatori, motivando la presunta ambiguità del titolo in lavorazione che si evince dal filmato proposto da Capcom.
Croal sostiene che nonostante non sia nelle intenzioni delle casa di sviluppo far emergere ideologie razziste in Resident Evil 5, il trailer promozionale è intriso di stereotipi la cui pericolosità è legata alla storia recente del post-colonialismo. Dopo l'uscita dell'ultimo video di Resident Evil 5, il gioco è stato accusato di razzismo da un blog a favore delle donne africane. Tutto parte dal fatto che i "cattivi del gioco" stavolta sono persone di colore, mentre il protagonista, impegnato nell'ucciderli, è bianco (da notare che la maggioranza dei nemici hanno sembianze molto umane pur essendo zombi, per effetto del nuovo virus, si ha quindi la percezione di un uomo bianco occidentale che uccide molti uomini neri africani indigeni). Secondo Takeuchi Resident Evil 5 è privo di allusioni razziste o politiche.
Controversie razziste rigettate anche dalla British Board of Film Classification tramite Sue Clark, stesso verdetto viene rilasciato da Glenn Bowman, insegnante Senior al Dipartimento di Antropologia dell'Università del Kent.

## Vendite
Il gioco nel primo giorno di vendite in Giappone ha venduto 278 000 copie rispettivamente suddivise in 222 000 copie per la versione PlayStation 3 e 56 000 copie per la versione Xbox 360. Il gioco ha superato Resident Evil 4 che nel suo primo giorno di vendita in Giappone aveva fatto 117 000 copie per la versione GameCube e 145 000 copie per la versione PlayStation 2.
Il 18 marzo 2009 il produttore ha annunciato che il gioco ha venduto 4 milioni di copie.
Il gioco in versione PS3 ha venduto in Giappone 508 959 copie risultando il 16º gioco più venduto del 2009 nella terra del Sol Levante; invece per Xbox 360 sono state vendute 123 817 copie.
A fine marzo 2017 il titolo ha venduto 8830 milioni di copie su tutte le piattaforme.
| Posizione | Rilascio    | Titolo                     | Piattaforma                  | Unità vendute |
| --------- | ----------- | -------------------------- | ---------------------------- | ------------- |
| 7         | marzo 2009  | Resident Evil 5            | PS3,Xbox 360, DL             | 9 000 000     |
| -         | marzo 2009  | Resident Evil 5            | Steam                        | 980 000       |
| 33        | giugno 2016 | Resident Evil 5 Remastered | PS4, XONE, Download Digitale | 3 000 000     |

## Accoglienza
| Pubblicazione                        | Voti         |
| ------------------------------------ | ------------ |
| 1UP                                  | B            |
| Dengeki                              | 85           |
| Edge                                 | 7/10         |
| Empire                               | 5/5          |
| Eurogamer                            | 7/10         |
| Famitsū                              | 38/40        |
| Famitsū Xbox 360                     | 37/40        |
| Game Informer                        | 9.5/10       |
| GamePro                              | 4.5/5        |
| GameSpot                             | 8.5/10       |
| Games-Stations.net                   | 9/10         |
| IGN                                  | 9.0/10       |
| Official Playstation Magazine USA    | 5/5          |
| Gamepro                              | 93%          |
| Official Xbox Magazine Australia     | 8/10         |
| Xbox World                           | 81%          |
| Official PlayStation Magazine UK     | 8/10         |
| Gameplayer.it                        | 72/100       |
| Play Generation                      | 95/100       |
| Metarecensioni                       | Voto         |
| GameRankings basato su 54 recensioni | 86.98% (PS3) |
| GameRankings basato su 54 recensioni | 85.92%       |
| GameStats basato su 79 recensioni    | 8.6/10 (PS3) |
| GameStats basato su 82 recensioni    | 8.5/10       |
| Metacritic basato su 69 recensioni   | 86/100 (PS3) |
| Metacritic basato su 82 recensioni   | 85/100       |

La rivista Play Generation diede alla versione per PlayStation 3 un punteggio di 95/100, apprezzando la solidità tecnica, il fatto che fosse divertente quanto il quarto capitolo e la grande longevità e come contro gli occasionali momenti di follia di Sheva e la somiglianza generale con Resident Evil 4, finendo per trovarla un'avventura tecnicamente solida, divertente da giocare e dotata di una notevole longevità, reputandola esaltante se giocata in compagnia. La stessa testata classificò la Gold Edition come il migliore titolo per Move del 2010.

## Edizione limitata
Il gioco è stato reso disponibile anche in edizione limitata: la scatola è composta da una confezione di metallo e contiene, oltre al gioco, un DVD con il making of.

## Collegamenti ad altri titoli
- Il virus con cui Wesker vuole infettare il pianeta presente nel gioco si chiama Uroboros. Non è la prima volta che Capcom usa questo nome: in Devil May Cry 2 l'organizzazione guidata dal malvagio Arius si chiama "Uroboros Corporation". Inoltre, inizialmente il virus Uroboros doveva essere l'agente patogeno che Leon Scott Kennedy avrebbe dovuto cercare di debellare in Resident Evil 4, tuttavia esso venne poi sostituito con le Plagas.

## Sequel
Il seguito del gioco, Resident Evil 6, rivede come protagonisti i principali personaggi della saga di Resident Evil, in particolare Leon S. Kennedy e Chris Redfield. In questo gioco, Leon e Chris combattono uno contro l'altro poiché in disaccordo sul dover uccidere o meno una testimone dell'epidemia del nuovo virus C, che potrebbe essere anche la colpevole; la storia è ambientata quindici anni dopo l'incidente di Raccoon City e questa volta il mondo sarà messo in pericolo dal nuovo virus C. Resident Evil 6 torna quindi a parlare dei virus e delle B.O.W., e non più di Plagas, di Ganados o di Majini. Il gioco è suddiviso in tre storie e possiede nuove meccaniche di gioco, come la possibilità di correre e sparare nello stesso momento. Il gioco è interamente doppiato in italiano, come avvenuto in precedenza per Resident Evil: Revelations e Operation Raccoon City.